# I Could Fall in Love
I Could Fall in Love è un singolo della cantante statunitense Selena, pubblicato nel 1995 ed estratto dall'album postumo Dreaming of You.

## Tracce
1. I Could Fall in Love (Album version) – 4:40
2. I Could Fall in Love (Softer version) – 4:41